# David Douillet
David Douillet [david duˈjɛ]IPA (* 16. února 1969 Rouen) je bývalý francouzský reprezentant v judu, dvojnásobný olympijský vítěz a trojnásobný mistr světa v nejtěžší váhové kategorii.

## Kariéra
Poprvé se objevil na mistrovství Evropy v Praze v roce 1991 a znovu v Paříži o rok později, kde Francie testovala své naděje pro olympijské hry 1992 v Barceloně. Tam ho v cestě za zlatem zastavil mistr světa z roku 1989 Japonec Naoja Ogawa, Douillet získal bronz.
Hned na následujícím mistrovství světa v Hamiltonu v Ontariu vybojoval zlatou medaili, když porazil Gruzínce Davita Chachaleišviliho. Stal se i mistrem Evropy, ale na naprostý vrchol vystoupil až o rok později v japonské Čibě (1995), kde zvítězil jak v kategorii nad 95 kg, tak v turnaji bez rozdílu vah. Francouzský list L'Équipe ho následně vyhlásil Mistrem mistrů (Champion des Champions) za rok 1995.
Výsledky z Čiby udělaly z Douilleta velkého favorita olympijských her v Atlantě, ale los mu přisoudil už pro semifinále jeho přemožitele z Barcelony Ogawu. Naopak již před losem vypadl ze hry další nebezpečný soupeř Chachaleišvili, který zmeškal povinné vážení. V těsném semifinále, označeném za předčasné finále, Douillet Ogawu porazil a ve finále jasně zdolal Péreze Loba ze Španělska. Zápas ukončil v průběhu třetí minuty na ippon a získal tak první zlatou olympijskou medaili.
Krátce po hrách v Atlantě ale doplatil Douillet na svůj koníček, kterým jsou motocykly. Při nehodě utrpěl četná zranění, která odstartovala jeho zdravotní problémy. Překonal je pro mistrovství světa v roce 1997 v Paříži, a tam porazil ve finále Japonce Šiničiho Šinoharu. Prestižní vyrovnaný souboj skončil kontroverzním verdiktem, když rozhodčí sporně penalizoval Šinoharu.
Další mistrovství světa v roce 1999 v Birminghamu musel Douillet vynechat kvůli zranění zad a vrátil se až v únoru před olympijskými hrami v Sydney. Při slavnostním zahájení byl vlajkonošem francouzské výpravy. Bez potíží prošel do finále proti Šinoharovi, kde ale v úvodu předvedl nedotažený chvat, Šinohara kontroval (učimata sukaši) a oba borci upadli. Jeden ze tří rozhodčích ukázal ippon pro Japonce, zbylí dva ale určili bod pro Douilleta. Šinohara ještě vyrovnal, ale Douillet 48 sekund před koncem rozhodl o svém těsném vítězství. Japonci protestovali, ale verdikt zůstal v platnosti. L'Équipe ho podruhé vyhlásil Mistrem mistrů a v roce 2001 převzal od Juana Antonia Samaranche Olympijský řád.
Po ukončení kariéry působil jako podnikatel, spolupracoval s televizními stanicemi a byl jmenován do výkonného výboru francouzského svazu juda.

## Výsledky

### Váhové kategorie
| Turnaj             | 1989       | 1990       | 1991       | 1992       | 1993       | 1994       | 1995       | 1996       | 1997       | 1998       | 1999       | 2000       |
| Turnaj             | 20         | 21         | 22         | 23         | 24         | 25         | 26         | 27         | 28         | 29         | 30         | 31         |
| Turnaj             | těžká váha | těžká váha | těžká váha | těžká váha | těžká váha | těžká váha | těžká váha | těžká váha | těžká váha | těžká váha | těžká váha | těžká váha |
| ------------------ | ---------- | ---------- | ---------- | ---------- | ---------- | ---------- | ---------- | ---------- | ---------- | ---------- | ---------- | ---------- |
| Olympijské hry     |            |            |            | 3.         |            |            |            | 1.         |            |            |            | 1.         |
| Mistrovství světa  | —          |            | úč.        |            | 1.         |            | 1.         |            | 1.         |            | —          |            |
| Mistrovství Evropy | —          | —          | 3.         | 3.         | 2.         | 1.         | —          | —          | —          | —          | —          | —          |
| ME juniorů         | 2.         |            |            |            |            |            |            |            |            |            |            |            |

### Bez rozdílu vah
| Turnaj             | 1989 | 1990 | 1991 | 1992 | 1993 | 1994 | 1995 | 1996 | 1997 | 1998 | 1999 | 2000 |
| Turnaj             | 20   | 21   | 22   | 23   | 24   | 25   | 26   | 27   | 28   | 29   | 30   | 31   |
| ------------------ | ---- | ---- | ---- | ---- | ---- | ---- | ---- | ---- | ---- | ---- | ---- | ---- |
| Mistrovství světa  | —    |      | —    |      | —    |      | 1.   |      | —    |      | —    |      |
| Mistrovství Evropy | —    | —    | —    | —    | —    | —    | —    | —    | —    | —    | 7.   | —    |

## Podrobnější výsledky

### Olympijské hry
| Rok      | Kategorie  |  | 1/64      | 1/32                                | 1/16                             | čtvrtfinále                        | semifinále                        | o bronz                      | finále                           |
| -------- | ---------- |  | --------- | ----------------------------------- | -------------------------------- | ---------------------------------- | --------------------------------- | ---------------------------- | -------------------------------- |
| LOH 1992 | těžká váha |  | ×         | výhra – 1:10/oug Elvis Gordon       | výhra – 4:19/H Henry Stöhr       | výhra – 4:48/uma Ernesto Pérez     | prohra – 1:50/(wip) Naoja Ogawa   | výhra – yuk/hrm Frank Moreno | —                                |
| LOH 1996 | těžká váha |  | volný los | výhra – waz/shi Harry Van Barneveld | výhra – 4:10/(sog) Igor Muller   | výhra – 1:15/(kik) Eric Krieger    | výhra – kok/shi Naoja Ogawa       | —                            | výhra – 2:03/uma Ernesto Pérez   |
| LOH 2000 | těžká váha |  | volný los | výhra – (fus) Douglas Cardozo       | výhra – 3:43/oug Selim Tataroğlu | výhra – 3:59/H Harry Van Barneveld | výhra – 1:52/uma Indrek Pertelson | —                            | výhra – yuk/umg Šin’iči Šinohara |

### Mistrovství světa
| Rok     | Kategorie  |  | 1/64                                         | 1/32                                         | 1/16                                         | čtvrtfinále                                  | semifinále                                   | opravy                                       | opravy                                       | o bronz                                      | finále                                       |
| ------- | ---------- |  | -------------------------------------------- | -------------------------------------------- | -------------------------------------------- | -------------------------------------------- | -------------------------------------------- | -------------------------------------------- | -------------------------------------------- | -------------------------------------------- | -------------------------------------------- |
| MS 1991 | těžká váha |  | ×                                            | volný los                                    | výhra László Tolnai                          | prohra Frank Moreno                          | —                                            | prohra Harry Van Barneveld                   | —                                            | —                                            | —                                            |
| MS 1993 | těžká váha |  | ×                                            | volný los                                    | výhra Irgašev                                | výhra José Mário Tranquillini                | výhra Rafał Kubacki                          | —                                            | —                                            | —                                            | výhra Davit Chachaleišvili                   |
| MS 1995 | těžká váha |  | volný los                                    | výhra A. Khaled                              | výhra Selim Tataroğlu                        | výhra Eric Krieger                           | výhra Ernesto Pérez                          | —                                            | —                                            | —                                            | výhra Frank Möller                           |
| MS 1997 | těžká váha |  | volný los                                    | výhra Jānis Dārznieks                        | výhra Eric Krieger                           | výhra Pan Song                               | výhra Selim Tataroğlu                        | —                                            | —                                            | —                                            | výhra Šin’iči Šinohara                       |
| MS 1999 | těžká váha |  | nestartoval pro zranění zad – Jérôme Dreyfus | nestartoval pro zranění zad – Jérôme Dreyfus | nestartoval pro zranění zad – Jérôme Dreyfus | nestartoval pro zranění zad – Jérôme Dreyfus | nestartoval pro zranění zad – Jérôme Dreyfus | nestartoval pro zranění zad – Jérôme Dreyfus | nestartoval pro zranění zad – Jérôme Dreyfus | nestartoval pro zranění zad – Jérôme Dreyfus | nestartoval pro zranění zad – Jérôme Dreyfus |

### Mistrovství Evropy
| Rok     | Kategorie  |  | 1/32                         | 1/16                         | čtvrtfinále                  | semifinále                   | opravy                       | opravy                       | o bronz                      | finále                       |                              |
| ------- | ---------- |  | ---------------------------- | ---------------------------- | ---------------------------- | ---------------------------- | ---------------------------- | ---------------------------- | ---------------------------- | ---------------------------- | ---------------------------- |
| ME 1991 | těžká váha |  | volný los                    | výhra Đorđe Vukičević        | prohra Rafał Kubacki         | —                            | výhra Gert Catsburg          | výhra Stefano Venturelli     | výhra Marian Grozea          | —                            |                              |
| ME 1992 | těžká váha |  | volný los                    | výhra Elvis Gordon           | prohra Frank Möller          | —                            | výhra Igor Muller            | výhra Salih Tufan Durmuş     | výhra Mitar Milinković       | —                            |                              |
| ME 1993 | těžká váha |  | výhra Indrek Pertelson       | výhra Salih Tufan Durmuş     | výhra Harry Van Barneveld    | výhra Frank Möller           | —                            | —                            | —                            | prohra Davit Chachaleišvili  |                              |
| ME 1994 | těžká váha |  | volný los                    | výhra Carlos Amores          | výhra Murat Chasanov         | výhra Frank Möller           | —                            | —                            | —                            | výhra Rafał Kubacki          |                              |
| ME 1995 | těžká váha |  | nestartoval – Laurent Crost  | nestartoval – Laurent Crost  | nestartoval – Laurent Crost  | nestartoval – Laurent Crost  | nestartoval – Laurent Crost  | nestartoval – Laurent Crost  | nestartoval – Laurent Crost  | nestartoval – Laurent Crost  | nestartoval – Laurent Crost  |
| ME 1996 | těžká váha |  | nestartoval – Laurent Crost  | nestartoval – Laurent Crost  | nestartoval – Laurent Crost  | nestartoval – Laurent Crost  | nestartoval – Laurent Crost  | nestartoval – Laurent Crost  | nestartoval – Laurent Crost  | nestartoval – Laurent Crost  | nestartoval – Laurent Crost  |
| ME 1997 | těžká váha |  | nestartoval – Laurent Crost  | nestartoval – Laurent Crost  | nestartoval – Laurent Crost  | nestartoval – Laurent Crost  | nestartoval – Laurent Crost  | nestartoval – Laurent Crost  | nestartoval – Laurent Crost  | nestartoval – Laurent Crost  | nestartoval – Laurent Crost  |
| ME 1998 | těžká váha |  | nestartoval – Jérôme Dreyfus | nestartoval – Jérôme Dreyfus | nestartoval – Jérôme Dreyfus | nestartoval – Jérôme Dreyfus | nestartoval – Jérôme Dreyfus | nestartoval – Jérôme Dreyfus | nestartoval – Jérôme Dreyfus | nestartoval – Jérôme Dreyfus | nestartoval – Jérôme Dreyfus |
| ME 1999 | těžká váha |  | nestartoval – Jérôme Dreyfus | nestartoval – Jérôme Dreyfus | nestartoval – Jérôme Dreyfus | nestartoval – Jérôme Dreyfus | nestartoval – Jérôme Dreyfus | nestartoval – Jérôme Dreyfus | nestartoval – Jérôme Dreyfus | nestartoval – Jérôme Dreyfus | nestartoval – Jérôme Dreyfus |
| ME 2000 | těžká váha |  | nestartoval – Patrice Rognon | nestartoval – Patrice Rognon | nestartoval – Patrice Rognon | nestartoval – Patrice Rognon | nestartoval – Patrice Rognon | nestartoval – Patrice Rognon | nestartoval – Patrice Rognon | nestartoval – Patrice Rognon | nestartoval – Patrice Rognon |